# 亞拉克
亞拉克（英語：Arrack）是一種蒸餾酒，通常產於印度、斯里蘭卡和東南亞，由發酵的椰子花汁或甘蔗製成，以及穀物（例如紅米）或水果，具體取決於原產國。它有時拼寫為「arak」，或簡稱為 'rack 或 'rak。不要將它與中東的茴香利口酒「亞力酒」混淆。
亞拉克有兩種主要風格，它們彼此非常不同：巴達維亞亞拉克通常顏色清澈，但味道更類似於黑蘭姆酒，帶有來自發酵紅米獨特的“funk”或“hogo”味道。相比之下，錫蘭亞拉克是一種更精緻、更微妙的變體。它具有淡淡的干邑和蘭姆酒特徵以及豐富的精緻花香。這兩種風格也可是由當地居民自製的，並且在展現上更類似於私酒。